# Canon EOS 850D
800D EOS R10 (hybride)
Le Canon EOS 850D, appelé Canon EOS Rebel T8i en Amérique du Nord, est un appareil photographique reflex numérique de 24,1 mégapixels fabriqué par Canon et annoncé en avril 2020. Il remplace le Canon EOS 800D.

## Caractéristiques
- Capteur CMOS APS-C (22,3 × 14,9 mm)
- Processeur d'images : DIGIC 8
- Définition : 24,1 millions de pixels
- Ratio image : 3:2
- Objectifs EF et EF-S
- Viseur : pentamiroir avec couverture d'image d'environ 95 %
- Mode Live View avec couverture 100 % et 29.97 images par seconde
- Autofocus : 45 collimateurs croisés
- Mesure lumière : 216 zones avec un capteur RVB + IR de 220'000 pixels
- Sensibilité : Auto de 100 à 25600 ISO, extensible à 51200 ISO.
- Vidéo 4K à 30 images/s avec autofocus continu (AF CMOS Dual Pixel)
- Flash intégré NG 12
- Connexions Bluetooth, NFC et Wi-Fi